# Weber State University
Weber State University – amerykańska uczelnia publiczna zlokalizowana w mieście Ogden (stan Utah). Została założona w 1889 r. jako Weber Stake Academy; od 1991 r. ma status uniwersytetu.